# Fascination (película de 1979)
Fascination (o El Castillo de Las Vampiresas, como llegó a Hispanoamérica) es una película de horror francesa de 1979, dirigida por Jean Rollin, y protagonizada por Franca Maï y Brigitte Lahaie. Está considerada como una de las mejores obras del director.

## Argumento
Situado en 1916, el film cuenta la historia de un ladrón, Marc (Jean-Pierre Lemaire) , quien escapa de otros cuatro ladrones. Planea llegar a Londres, pero debido a inclemencias del tiempo, debe buscar refugio en un remoto château en las montañas, donde dos misteriosas mujeres, Eva (Brigitte Lahaie) y Elizabeth (Franca Mai), aguardan la llegada de la Marquesa y sus criados. La película discurre entre el terror, el thriller y el erotismo típicos del género de vampiros. 

## Reparto
- Franca Maï como Elizabeth (acreditada como Franka Mai)
- Brigitte Lahaie como Eva
- Jean-Pierre Lemaire como Marc
- Fanny Magier como Hélène
- Muriel Montosse como Anita
- Sophie Noël como Sylvie (acreditada como Sophie Noel)
- Evelyne Thomas como Dominique
- Agnès Bert como ella misma (acreditada como Agnes Bert)
- Cyril Val como Un Apache (acreditado como Alain Plumey)
- Myriam Watteau como La Femme Apache
- Joe De Palmer como Un Apache (acreditada como Joe De Lara)
- Jacquel Sansoul

## Otros Medios
Image Entertainment lanzó Fascinación en DVD en EE. UU. en 1999.
Redemotion Films lanzó el DVD en el Reino Unido el 28 de octubre de 2008 en su Relación de aspecto original, con extras que incluían un tráiler y una galería de fotos, y luego volvió a lanzarlo en 2012.
Kino Lorber lanzó el Blu-ray en 2012 como parte de una colección de 5 discos, junto con La Rose de Fer, La Vampire Nue, Le Frisson des Vampiros y Lèvres de Sang.

## Recepción
Revisando la película en Blu-ray, Charlie Hobbs de Twitch Film escribió, "A mi primer visionado de esta película, me encontré luchando un poco para quedar comprometido al principio, aun así, alrededor del hasta la mitad punto, la película coge significativamente y el tercer acto es una cosa  de belleza".  Budd Wilkins De Slant Magazine escribió "En Fascinación, más que en cualquier otra película en el conjunto (En referencia a la colección de 5 discos Blu-ray, la sexualidad está escenificada en la forma erótica única del cine francés".